# 村岡花子
村岡 花子（むらおか はなこ、1893年〈明治26年〉6月21日 - 1968年〈昭和43年〉10月25日）は、日本の翻訳家・児童文学者。
児童文学の翻訳で知られ、モンゴメリの著作の多くと、エレナ・ポーター、オルコットなどの翻訳を手がけた。基督教文筆家協会（現・日本クリスチャン・ペンクラブ）初代会長（在任、1952年〈昭和27年〉6月 - 1958年〈昭和33年〉10月）。

## 経歴

### 生い立ち

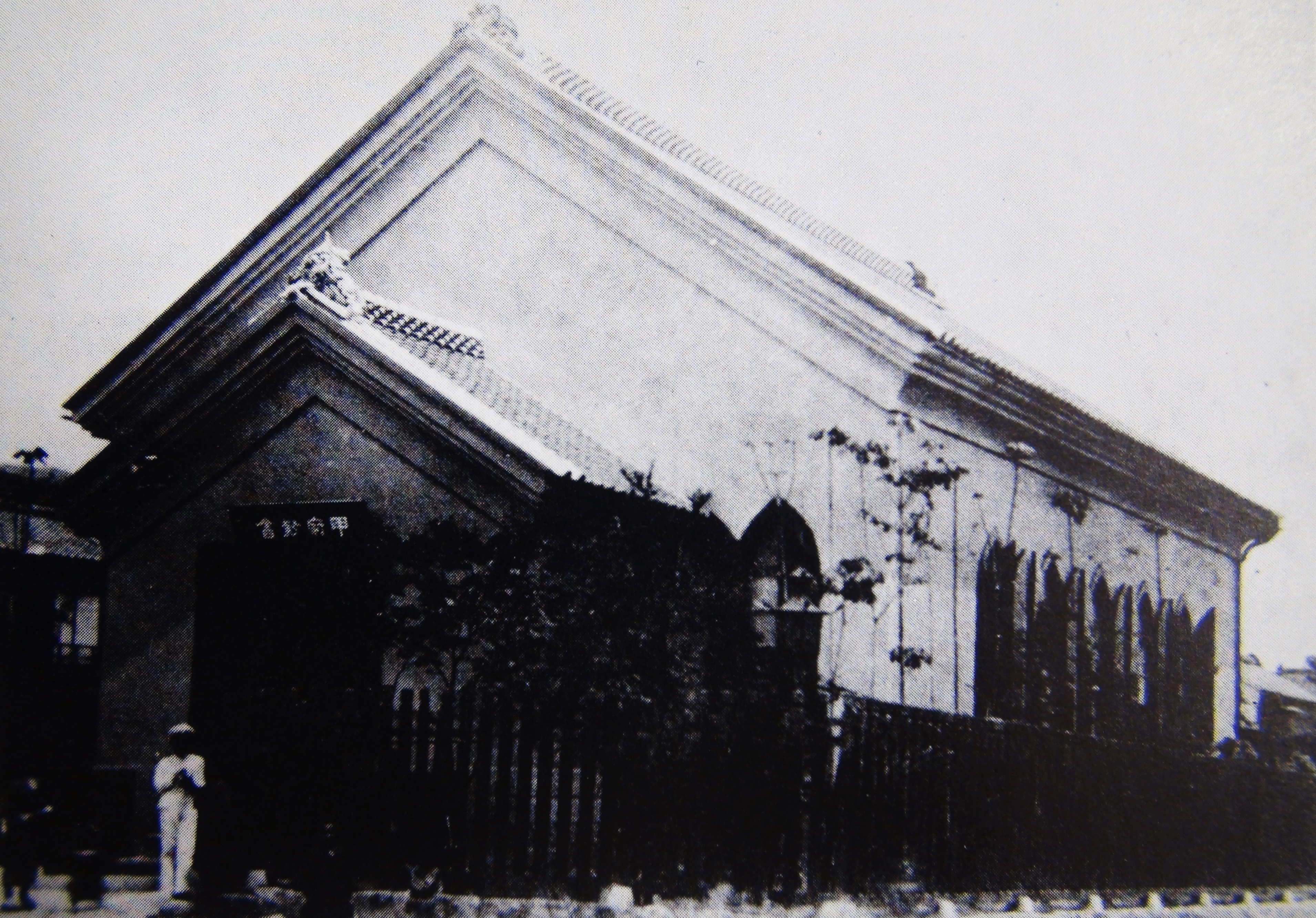
甲府教会初代教会堂。
1892年（明治25年）頃の撮影。当時の所在地は甲府市桜町（現：中央2丁目）。

山梨県甲府市の安中逸平・てつ夫妻の長女として生まれる。本名：村岡 はな（むらおか はな）、旧姓：安中（あんなか）。
クリスチャンである父の希望により、2歳でカナダ・メソジスト派の甲府教会において小林光泰牧師より幼児洗礼を受ける。父の逸平は駿府（現静岡市）の小さな茶商の家に生まれ、茶の行商中にカナダ・メソジスト派教会に出入りするようになり、熱心なクリスチャンとなる。布教の流れで甲府に移り住み、そこで出会ったてつと結婚してその実家に住むようになる。教会での交流で新しい文化の影響を受けた逸平は、利発な長女のはなに過剰なほどの期待をかけた。
常識にとらわれず商売そっちのけで理想を追い求める逸平は、妻の実家や親戚と揉め事が絶えず、はなが5歳の時にしがらみを断って一家で上京し、南品川で葉茶屋を営むようになる。城南尋常小学校に通うはなは、心象風景を短歌で表現し句作をして詠んでは楽しむ幼少期を過ごした。その頃、社会主義活動に加わった逸平は特に教育の機会均等を訴え、娘の才能を伸ばすべく奔走し、1903年（明治36年）、学校創設者との信仰上の繋がりから、10歳のはなを東洋英和女学校に給費生としての編入学を実現させる。一方、家族の生活は困窮しており、8人兄弟のうち高い教育を受けたのは長女のはなのみで、他の弟妹は次女と三女を残して皆養子や奉公などで家を出されている。はなの入学は、弟妹たちの犠牲の上に成されたものであった。

### 女学校入学

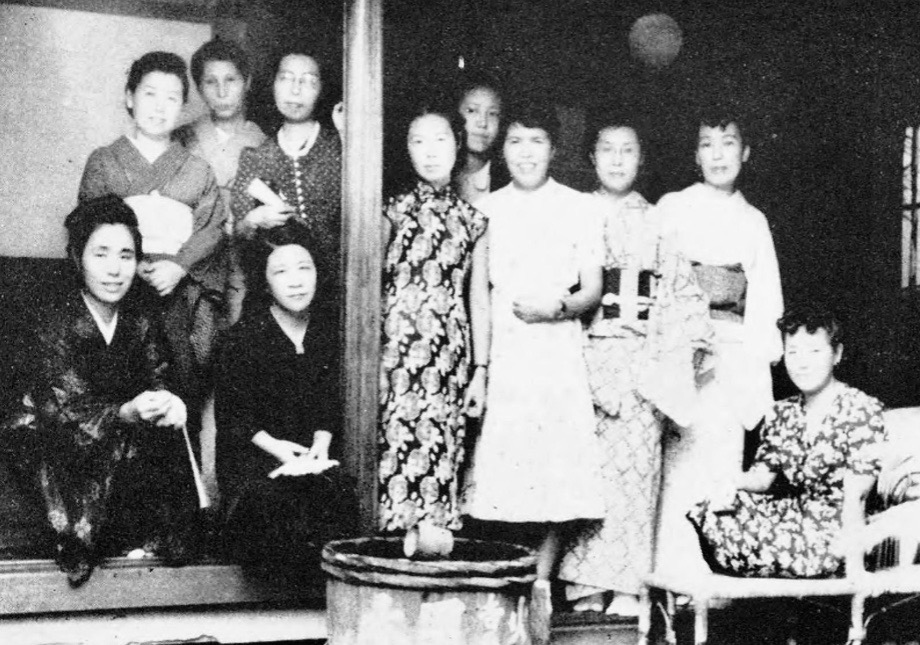
真杉静枝、村岡花子、井上まつ、林芙美子、円地文子、関露、吉屋信子、佐多稲子、宇野千代、三宅艶子ら。1943年、麹町の吉屋の自宅で撮影。

東洋英和女学校でカナダ人のI・S・ブラックモーア宣教師から英語を学び、寄宿舎監の加茂令子から薫陶を受ける傍ら、大正三美人の1人で後に白蓮事件を起した同級生柳原燁子の紹介で佐佐木信綱の「竹柏会」に入り、万葉集など日本の古典文学を学ぶ。この頃からペンネームとして安中 花子を名乗るようになる。同校高等科在学中からアイルランド文学の翻訳家松村みね子（歌人としての筆名に片山廣子。芥川龍之介の晩年の恋人）の勧めで童話を執筆。森鷗外翻訳のアンデルセン『即興詩人』に感動し、翻訳家への夢を抱く。1910年婦人矯風会を通じて婦人問題に触れ、『婦人新報』などに掲載、編集も担う。
1914年に東洋英和女学校高等部を卒業すると、ブラックモーア校長の配慮で寄宿舎に残り、婦人宣教師に日本語を教えながら、日本基督教婦人矯風会の書記の仕事と英文学の研究を続けた。。
翌年、実家の家計を助けるために、英語教師として山梨英和女学校に赴任する。同年、友人と共に歌集『さくら貝』を刊行。この時期、広岡浅子が主催したキリスト教の夏季講座で、市川房枝と出会う。
1916年頃から、童話や少女小説を『少女画報』に執筆。1917年日本基督教興文協会から初めての本『爐邉』を出版する。
これをきっかけに教師を退職し、東京・銀座のキリスト教図書出版社である日本基督教興文教会（後に、教文館に合併）に女性向け・子供向け雑誌の編集者として勤務。福音印刷合資会社の経営者で既婚者でもあった村岡儆三と出会い、不倫の末、1919年に結婚し、村岡姓となる。1920年に誕生した長男を、1926年に病で失う。このことを機に、英語児童文学の翻訳紹介の道に入る。1927年、片山廣子の勧めにより、マーク・トウェインの"The Prince and the Pauper"を『王子と乞食』の邦題で翻訳し、平凡社から公刊。1928年には女性文学者による同人文芸誌『火の鳥』の創刊メンバーになる。1930年に『パレアナの成長』（後に『パレアナの青春』と改題）を翻訳出版。
1932年から1941年11月まで、JOAKのラジオ番組『子供の時間』の一コーナー『コドモの新聞』に出演、「ラジオのおばさん」として人気を博し、寄席芸人や漫談家に物真似されるほどだった。この頃、翻訳作品を自ら朗読したSPレコードをいくつか発売した。
第二次世界大戦中は大政翼賛会後援の大東亜文学者大会に参加するなど、戦争遂行に協力的な姿勢を取った。また、市川房枝の勧めで婦選獲得同盟に加わり、婦人参政権獲得運動に協力した。ただし、婚外子への法的差別撤廃には反対した。

### 戦後

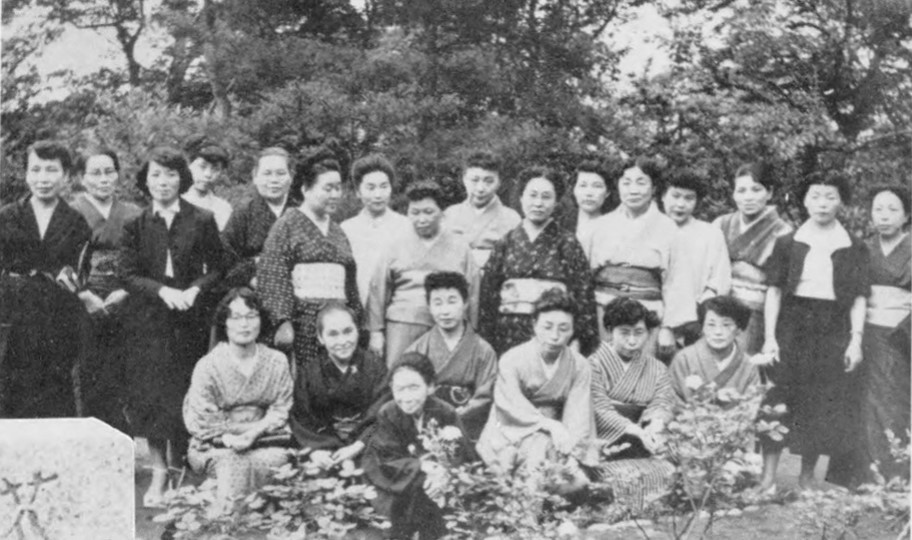
1954年、林芙美子の三回忌に集まった女性の文学者たち。
前列左から、小山いと子、森田たま、林芙美子の母、美川きよ、川上喜久子、円地文子、大田洋子。
後列左から、宇野千代、大谷藤子、三宅艶子、城夏子、壺井栄、平林たい子、由起しげ子、村岡花子、横山美智子、佐多稲子、芝木好子、板垣直子、大原富枝、阿部光子、峯雪栄、森三千代。

1945年11月21日に治安警察法が廃止され、結社権が復活。次いで同年12月17日の改正衆議院議員選挙法公布により女性の国政参加がついに認められ、11月から12月にかけて誕生した日本社会党、日本自由党、日本進歩党、日本協同党、および再建された日本共産党の間で、女性議員候補の獲得合戦が始まった。各党は競い合うように「婦人部」をつくり、その部長として著名人の取り込みも始めた。村岡は11月16日に結成された日本進歩党の婦人部長に就任した。
文部省嘱託や行政監察委員会委員、女流文学者協会理事、公明選挙連盟理事、家庭文庫研究会会長、キリスト教文化協会婦人部委員などを歴任。1960年、児童文学に対する貢献によって藍綬褒章を受ける。
1968年10月25日、脳血栓で死去。
長男・道雄の病死後、子供に恵まれなかった事から、花子の直系子孫は存在しない。後に、妹・梅子の長女・みどり（1932年生）を養女とする。そのみどりの娘で花子の義理の孫にあたる村岡美枝、村岡恵理は共に赤毛のアン記念館・村岡花子文庫を主宰していた（資料は東洋英和に寄贈され、閉館。2015年以降は東洋英和女学院本部・大学院棟1階にある「村岡花子文庫展示コーナー」に展示がある）。
クリスチャンとしては日本組合基督教会大森めぐみ教会（現、日本基督教団）の会員として、教会に通った。さらに、英語の讃美歌の翻訳を行った。
日本基督教団の1954年版讃美歌にも2曲（7番『主のみいつとみさかえとを』、277番『わがたまをいつくしみて』）収録されている。

### モンゴメリ作品と村岡
村岡とモンゴメリとの出会いは、日本を去る宣教師のミス・ショーに手渡された『赤毛のアン』の原書、1908年の冬版であった。この出会いは1939年のことで、村岡は灯火管制のもと翻訳を続けて終戦の頃に訳し終え、1952年に三笠書房から出版された『赤毛のアン』は日本の読者にも広く受け入れられた。村岡はその後、アンシリーズ、エミリーシリーズ、丘の家のジェーン、果樹園のセレナーデ、パットお嬢さんなど、モンゴメリの作品翻訳を次々と手がける。村岡の最後の翻訳作品となった『エミリーの求めるもの』は、彼女の没後、1969年に出版された。

## 略年表
- 1893年、山梨県甲府市に生まれ東京に育つ。
- 1904年には東洋英和女学校へ編入学。
- 1914年に東洋英和女学校高等科を卒業。英語教師として山梨英和女学校に赴任。同年、友人と共に歌集『さくら貝』を刊行。
- 1917年から、教文館に女性向け・子供向け雑誌編集者として勤務。『爐邉』（ろへん）を日本基督教興文協会から処女出版。
- 1919年、福音印刷社長でクリスチャンの村岡儆三と築地教会（現・日本基督教団銀座教会）で結婚。大森に新居。
- 1920年、長男・道雄誕生。
- 1923年、関東大震災で、夫の印刷会社が倒産して多額の負債を抱える。
- 1926年、自宅に出版兼印刷会社、青蘭社を設立。5歳の長男道雄を疫痢で喪う。
- 1927年、マーク・トウェインの"Prince and Pauper"を翻訳し邦題『王子と乞食』として公刊。
- 1932年から1942年までJOAK（NHK東京放送局）のラジオ番組の『コドモの新聞』コーナーに出演、「ラジオのおばさん」として人気を博す[21]。妹・梅子に長女みどり誕生（後に養女とする）。
- 1939年、宣教師のミス・ショーが世界情勢の悪化からカナダに帰国。モンゴメリの"Anne of Green Gables" を贈られる。1941年太平洋戦争勃発。1945年に訳了。
- 1952年、日本初の家庭図書館である道雄文庫ライブラリーを自宅に開館。モンゴメリの"Anne of Green Gables" を翻訳し邦題『赤毛のアン』として公刊。
- 1954年、ウィーダの『フランダースの犬』を翻訳出版。
- 1955年、『ストウ夫人』翻訳出版。5月、ヘレン・ケラー来日時に通訳。
- 1960年、児童文学に対する貢献によって藍綬褒章受章。孫・美枝誕生。
- 1963年、夫を喪う。
- 1967年、アメリカ合衆国を訪問[22]。孫・恵理誕生。
- 1968年10月25日、脳血栓で死去。75歳没。墓所は横浜市西区の久保山墓地。

## 著訳書

### 著書
- 『炉辺』（日本基督教興文協会） 1917
- 『モーセが修学せし国』（救世軍） 1919
- 『ディッケンス物語の子供たち』（春陽堂） 1933
- 『日本イソップ繪物語』（大日本雄辯會講談社） 1933

### 訳書
- 『王子と乞食』（マーク・トウェイン、平凡社） 1927
のち岩波文庫 1934、改版1959
- 『花咲く家』（ペリー、教文館） 1929
- 『見知らぬ国へ 冒険実話集』（カザリン・クロンク、教育館出版部） 1930
- 『聖書物語』（エステル・ルツ、基督教出版） 1935
のち『エステル物語』（愛育社） 1946
のち（新教出版社、聖書少年文庫） 1956
- 『愛情の道』（ウイドマー、教文館出版部） 1936
- 『喜びの本』（ポーター、中央公論社） 1939
- 『母の生活』（パアル・バック、第一書房） 1940
- 『家なき天使』（方洙源、那珂書店） 1943
- 『巨人岩』（ナサニエル・ホーソン、耳野卯三郎絵、羽田書店） 1948
- 『奴隷トム物語』（ハリエット・ビーチャー・ストウ、湘南書房） 1948
- 『薔薇の少女 八人のいとこたち』（ルイザ・メイ・オルコット、新少國民社） 1948
のち『八人のいとこ』（角川文庫）
- 『炉辺のこほろぎ』（ディッケンズ、隆文堂） 1949
のち新潮文庫
- 『ジェーンへの手紙』（シュルツ女史、霞書房） 1950 - 1951
- 『べにはこべ』（オルツィ夫人、英宝社） 1950
のち（河出文庫） 2014.9
- 『イエス・キリストの一生 いばらの冠の王さま』（ノルマン・エフ・ラングフォルド、教文館） 1951
- 『しあわせな王子さま』（オスカー・ワイルド、日本書房） 1951
- 『ジャックと豆の木』（潮文閣） 1951
- 『あしながおじさん』（ジーン・ウェブスター、あかね書房） 1951
- 『王女物語』（マリオン・クロフォード、ダヴィッド社） 1952
- 『フランダースの犬』（ウィーダ、日本書房） 1952
のち新潮文庫
- 『ふしぎな国のアリス』（ルイス・キャロル、潮文閣） 1952
- 『エレン物語』（ワーナー、ポプラ社） 1952
- 『クリスマス・カロル』（ディッケンズ、新潮文庫） 1952
のち改版
- 『母の肖像』（パール・バック、ダヴィッド社） 1952
のち新潮文庫
- 『ジェーン・アダムスの生涯』（ジャッドソン、岩波書店、岩波少年文庫） 1953
- 『愛の一家』（ザッパー、日本書房） 1953
- 『小公女』（バーネット夫人、あかね書房） 1954
- 『ピーターという男 妻の描いた夫の肖像』（キャスリン・マーシャル、創元社） 1954
- 『赤ちゃんはどこからくるの?』（S・M・グルエンベルグ、中央公論社） 1955
- 『秘密の花園』（バーネット夫人、ポプラ社） 1955
- 『母の曲』（プローチ、講談社） 1955
- 『愛についての演習』（G・D・シュルツ、中央公論社） 1955
- 『ばらとゆびわ』（サッカレイ、日本書房） 1956
- 『ナンシー姉さん』（ケート・ウィギン、秋元書房） 1956
- 『水の国の子』（キングスレイ、日本書房） 1956
- 『きんのりんご 北欧神話』（日本書房） 1957
- 『小公女』（バーネット、日本書房） 1957
- 『黄色い猫の秘密』（エラリイ・クウィーン、早川書房） 1957
のちハヤカワ文庫
- 『リンバロストの乙女』正・続（ジーン・ポーター、秋元書房） 1957
のち角川文庫 1990
のち河出文庫 2014.8
- 『そばかす』（ジーン・ポーター、秋元書房） 1957
- 『バレー・シューズ』（ストリートフィールド、講談社、世界少女小説全集1） 1957
- 『果樹園のセレナーデ』（モンゴメリイ、新潮社） 1957
のち新潮文庫
- 『子じか物語』（ローリングス、日本書房） 1958
- 『花ざかりのローズ』（オルコット、佐川和子共訳、三笠書房） 1958
のち新潮文庫
- 『薔薇のロザリンド』（カスリーン・ノリス、新潮社） 1958
- 『ハックルベリイ・フィンの冒険』（マーク・トウェイン、新潮文庫） 1959
- 『続・あしながおじさん』（ウェブスター、町田日出子共訳、角川文庫） 1959
- 『神の栄光』（オノーレ・モロウ、角川文庫） 1959
- 『昔かたぎの少女』（オルコット、朋文堂） 1959
- 『ハイジの子どもたち』（トリッテン、朋文堂） 1959
- 『ケレー家の人びと』（ウィギン、朋文堂） 1959
のち角川文庫
- 『パットお嬢さん』（モンゴメリ、朋文堂） 1960
のち新潮文庫
- 『丘の家のジェーン』（モンゴメリ、新潮文庫） 1960
- 『聖書物語』（ヴァン・ルーン、角川文庫） 1960
- 『美しいポリー』（オルコット、岩崎書店、オルコット少女名作全集5） 1961
- 『いたずらきかんしゃちゅうちゅう』（バージニア・リー・バートン、福音館書店） 1961
- 『アンディとらいおん』（ジェームズ・ドーハーティ(en:James Daugherty)、福音館書店） 1961
- 『叫べ、愛する国よ』（アラン・ペイトン、聖文社） 1962
- 『中共の子供たち』（マーガレット・ウイリー、自由アジア社） 1963
- 『ごきげんならいおん』（ルイーズ・ファティオ(en:Louise Fatio)、福音館書店） 1964
- 『ポーラスものがたり』1 - 3（ジーン・ダリュー、あかね書房） 1965
- 『白い子ジカ』（ヒギンス・プローティ、講談社） 1967
- 『こびとのビートルキンの冒険』（J・ダリュー、あかね書房） 1967
- 『世に与えた彼女の手紙 - エミリー・ディッキンソン』（ポリー・ロングワース、東京メディカル・センター出版部） 1968
- 『小公子物語』主婦之友、昭和10年1月号、村岡花子（述）宮地志行（絵）

#### 「赤毛のアン」シリーズ
- 『赤毛のアン』（L・M・モンゴメリ、三笠書房） 1952
のち新潮文庫 1954
- 『続・赤毛のアン』（モンゴメリ、三笠書房） 1954
のち『アンの青春』（新潮文庫）
- 『赤毛のアン 第3』（モンゴメリ、三笠書房） 1955
のち『アンの愛情』（新潮文庫）
- 『第四赤毛のアン』（モンゴメリ、三笠書房） 1956
のち『アンの友達』（新潮文庫）
- 『赤毛のアンの幸福』（モンゴメリー、講談社） 1956
- 『第五赤毛のアン』（モンゴメリ、三笠書房） 1957
のち『アンの幸福』（新潮文庫）
- 『アンの夢みる家』（モンゴメリ、三笠書房） 1958
のち『アンの夢の家』（新潮文庫）
- 『虹の谷のアン』（モンゴメリイ、新潮社） 1958
のち新潮文庫
- 『アンの楽しい家庭』（モンゴメリ、三笠書房） 1958
のち『炉辺荘のアン 第七赤毛のアン』（新潮文庫）
- 『アンをめぐる人々』（モンゴメリ、三笠書房） 1958
のち新潮文庫
- 『アンの娘リラ 第十赤毛のアン』（モンゴメリ、新潮文庫） 1959

#### 「エミリー」シリーズ
- 『風の中のエミリー』（モンゴメリ、秋元書房） 1959
のち『可愛いエミリー』（新潮文庫）
- 『雨に歌うエミリー』（モンゴメリ、秋元書房） 1959
のち『エミリーはのぼる』（新潮文庫）
- 『エミリーの求めるもの』（モンゴメリー、新潮文庫） 1969

#### 「少女パレアナ」シリーズ
- 『パレアナの成長』（エレナ・ポーター、平凡社） 1930
のち『パレアナの青春』（角川文庫）
- 『姉は闘ふ　パレアナ姉妹篇』（エレナ・エチ・ポーター、教文館出版部） 1932
のち『スウ姉さん』（角川文庫）、（河出文庫） 2014
- 『栗毛のパレアナ』（エレナ・ポーター、村岡みどり共訳、秋元書房） 1956
- 『少女パレアナ』（エレナ・ポーター、角川文庫） 1959

### 創作
国立国会図書館デジタルコレクションで読めるものがある。（https://dl.ndl.go.jp/info:ndljp/pid/1169934 ）
- 『紅い薔薇』青蘭社 1926
「黄金の網」など『村岡花子と赤毛のアンの世界』（河出書房新社）所収
- 『お山の雪』（青蘭社書房） 1928
- 『強い美しい女王の話・優しい孝行なお嫁の話』（昭陽堂書店） 1928
- 『子供のための善きひつじかひの歌』（教文館出版部） 1931
- 『村岡花子童話集』（金の星社） 1938
- 『青イクツ』（新潮社、学年別新選童話集 1年生） 1940
- 『たんぽぽの目』（鶴書房） 1941
「たんぽぽの目」など『村岡花子と赤毛のアンの世界』（河出書房新社）所収
- 『令女小説　春の歌』（愛育社） 1946
- 『桃色の玉子』（弘文社） 1948
「みみずの女王」など『村岡花子と赤毛のアンの世界』（河出書房新社）所収
- 『花になった子供星』（美和書房） 1948
- 『美しき出発』（新浪漫社浅田書店） 1949
「美しき出発」など『村岡花子と赤毛のアンの世界』（河出書房新社）所収
- 『りすのゆめ』（二葉書店） 1949
- 『きんぎょのおともだち』（小峰書店） 1952
- 『おばさんのおはなし』（金子書房） 1952
- 『マリヤさま 聖母ものがたり』（日本書房） 1958

### 随筆・評論
- 『母心随想』（時代社） 1940
- 『静に想ふ』（新生堂、母親教育シリーズ） 1941
- 『心の饗宴 随筆集』（時代社） 1941
- 『わが少女の日』（編、甲鳥書林） 1942
- 『母心抄』（西村書店） 1942
- 『母の愛行』（今井福治郎共著、有精堂） 1943
- 『新日本の女性に贈る』（編、羽田書店） 1946
- 『見知らぬ国へ』（労働文化社） 1947
- 『雨の中の微笑』（新美社） 1947
- 『光に向ふ』（隆文堂） 1947
- 『友情論』（湘南書房） 1947
- 『やさしいおかあさん』（寿書房） 1948
- 『女学生の生活と友情論』（小峰書店） 1951
- 『小学生のエチケット』（あかね書房） 1951
- 『生活の流れに棹さして』（東洋経済新報社、家庭文庫） 1953
- 『親と子』（要書房） 1953
- 『女性の生き甲斐』（牧書房新書） 1953
- 『めざめたる純潔』（編、三笠新書） 1954
- 『ナイチンゲール 赤十字のおかあさん』（日本書房） 1955
- 『ストー夫人』（講談社、世界伝記全集） 1955
- 『世界名作とその作家たち 名作を味わうために』（さ・え・ら書房） 1957
- 『ヘレン・ケラー』（金子書房） 1957
- 『若き母に語る』（池田書店） 1960
- 『ママと子ども ママへの注文12章』（牧書店） 1961
- 『努力の偉人 苦しみをのりこえた人びと』（あかね書房） 1962
- 『生きるということ - 村岡花子遺稿集』（あすなろ書房） 1969
- 『村岡花子エッセイ 美しく生きるために』（主婦と生活社） 2014

## 関連作品
- 「花子からおはなしのおくりもの」 朗読：村岡花子（2014年4月16日発売、ユニバーサルミュージック）UICZ-4301
SP版レコードで発売されていた村岡の朗読を集めて21世紀に発売されたCD[23]。

## 関連ドラマ
- 花子とアン（NHK連続テレビ小説 / 2014年度上半期）
村岡花子の生涯を記した書籍『アンのゆりかご』（村岡恵理著）を原案に、中園ミホが脚本を手がけたテレビドラマ。ヒロイン・村岡花子を 吉高由里子が演じた。